# The Lady's Not for Sale
| Recensione       | Giudizio |
| ---------------- | -------- |
| AllMusic         | [ 1 ]    |
| Robert Christgau | C        |

The Lady's Not for Sale è un album discografico di Rita Coolidge, pubblicato dalla casa discografica A&M Records nell'ottobre del 1972.
L'album raggiunse la posizione (massima) numero quarantasei della classifica statunitense The Billboard 200.

## Tracce
Lato A
1. My Crew – 4:53 (Priscilla Jones, Booker T. Jones)
2. Fever – 3:28 (John Davenport, Eddie Cooley)
3. Bird on the Wire – 5:39 (Leonard Cohen)
4. I'll Be Your Baby Tonight – 3:15 (Bob Dylan)
5. A Woman Left Lonely – 5:05 (Spooner Oldham, Dan Penn)

Lato B
1. Whiskey Whiskey – 4:00 (Tom Ghent)
2. Everybody Loves a Winner – 4:04 (William Bell, Booker T. Jones)
3. Donut Man – 3:25 (Marc Benno, Irvin Benno)
4. Inside of Me – 6:35 (Marc Benno, Irvin Benno, Mike Utley)
5. The Lady's Not for Sale – 4:10 (Kris Kristofferson, Carol Pugh)

## Musicisti
My Crew / Fever / Everybody Loves a Winner / Inside of Me
- Rita Coolidge - voce
- Marc Benno - chitarra, arrangiamenti (solo nel brano: Inside of Me)
- Al Perkins Jr. - chitarra ritmica
- Jerry McGee - chitarra acustica (solo nel brano: My Crew)
- Mike Utley - tastiera
- Booker T. Jones - flauto, cori (solo nel brano: Everybody Loves a Winner)
- Carl Radle - basso
- Jim Keltner - batteria
- Russ Kunkel - percussioni (solo nel brano: Inside of Me)
- Priscilla Jones (Priscilla Coolidge) - accompagnamento vocale, cori (solo nei brani: My Crew e Everybody Loves a Winner)
- Donna Weiss - accompagnamento vocale, cori (solo nel brano: My Crew)
- Venetta Fields - accompagnamento vocale, cori (solo nel brano: Inside of Me)
- Sherlie Matthews - accompagnamento vocale, cori (solo nel brano: Inside of Me)
- Maxine Willard - accompagnamento vocale, cori (solo nel brano: Inside of Me)

Bird on the Wire / I'll Be Your Baby Tonight / Whiskey Whiskey / The Lady's Not for Sale
- Rita Coolidge - voce
- Bernie Leadon - chitarra
- Al Perkins Jr. - chitarra, pedal steel guitar, slide guitar (national slide guitar)
- Mike Utley - tastiere
- Lee Sklar - basso
- Russ Kunkel - batteria
- Al Kooper - chitarra solista (solo nel brano: I'll Be Your Baby Tonight)
- John Sebastian - armonica (solo nel brano: I'll Be Your Baby Tonight)
- Venetta Fields - cori (solo nel brano: The Lady's Not for Sale)
- Sherlie Matthews - cori (solo nel brano: The Lady's Not for Sale)
- Maxine Willard - cori (solo nel brano: The Lady's Not for Sale)
- Kris Kristofferson - cori e arrangiamenti (solo nel brano: Whiskey Whiskey)

A Woman Left Lonely / Donut Man
- Rita Coolidge - voce
- Charlie Freeman (The Dixie Flyers) - chitarra
- Mike Utley (The Dixie Flyers) - tastiera
- Tommy McClure - basso (The Dixie Flyers) - basso
- Sammy Creason (The Dixie Flyers) - batteria
- Marc Benno - chitarra, arrangiamenti (solo nel brano: Donut Man)
- Sneaky Pete Kleinow - chitarra, pedal steel guitar (solo nel brano: Donut Man)
- Al Perkins Jr. - chitarra, pedal steel guitar (solo nel brano: Donut Man)

Note aggiuntive
- David Anderle - produttore (per la Willow Production)
- Registrato al Wally Heiders ed al Sunset Sound di Los Angeles, California
- Glyn Johns, John Haeny e Richie Moore - ingegneri delle registrazioni
- David Anderle - ingegnere del remixaggio
- Bob Jenkins - fotografie copertina frontale e retrocopertina album
- Terry Paul - fotografie interno copertina album
- Roland Young - art direction
- Chuck Beason - design album[6]